# 花臉香蘑
花臉香蘑（學名：Lepista sordida(Schum.:Fr.)Sing），又稱紫花臉蘑，是於北半球地區的常見口蘑科真菌。淡紫色澤，土棲腐生，是著名食用菇之一種。該種菇類生長於春天至秋天的中低海拔林區，數天生，肉質軟。

## 形態
花臉香蘑子實體單生，菌蓋直徑2.0~4.0cm，菌肉薄1.0~2.0cm，肉質、內實，幼嫩時整個菇體呈棒形，中部稍微上凸，扁半球形至平展，有時中部稍下凹，薄，濕潤時半透明狀或水浸狀，紫色，邊緣內捲，具不明顯的條紋，常呈波狀或瓣狀。菌肉帶淡紫色，薄。菌褶淡藍紫色，稍稀，直生或彎生，有時稍延生，不等長。菌柄長3-6.5cm，粗0.2-1cm，同菌蓋色，靠近基部常彎曲，菌肉帶灰白色、淺紫色，氣味香濃，口感極佳。花臉香蘑屬於中溫型菌類，子實體生長溫度為10~30℃。

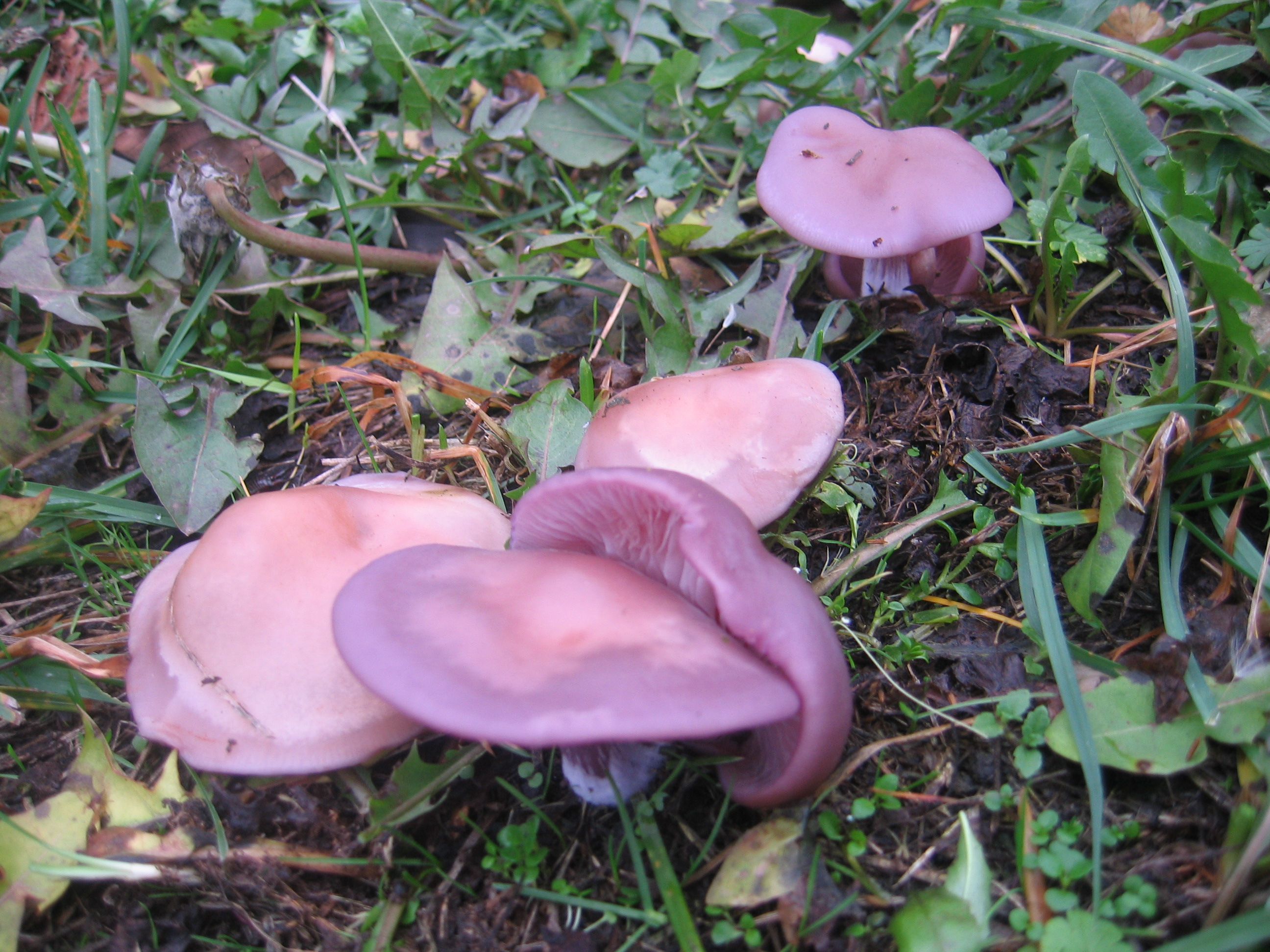
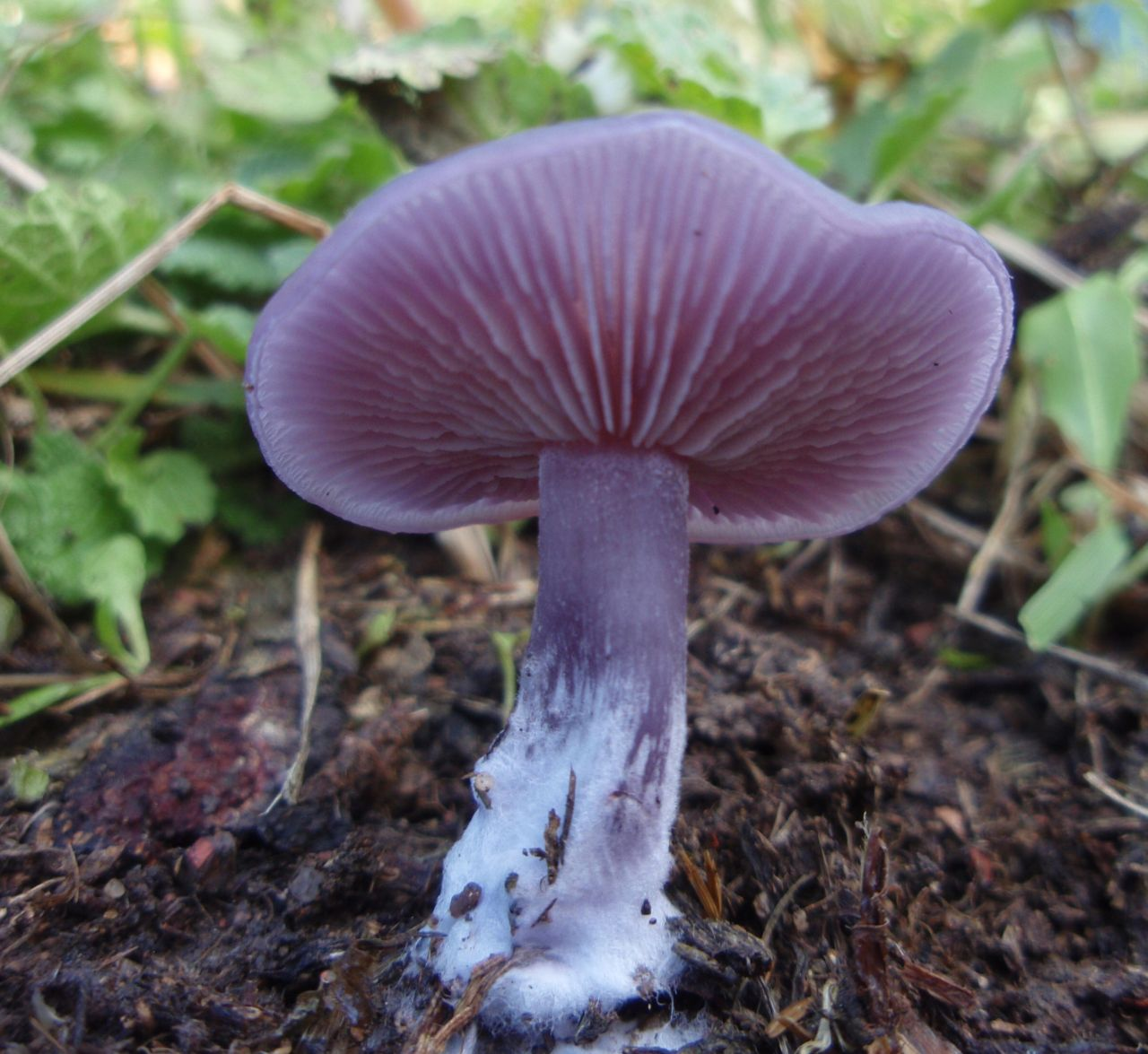

## 食用
花臉香蘑屬於珍稀優質的食用菌種，味純香濃、味道鮮美、鮮食、乾食口味俱佳，其營養價值和經濟價值都很高，被視為上等的食材，具有較高的營養價值和藥物價值，但其野生資源匱乏，菌絲生長緩慢、生物轉化率低，嚴重制約著該菌的開發和利用，其價格較為昂貴，很難滿足大眾需求。
2017年研究人員首次馴化栽培。

## 營養價值
每100克鮮蘑菇中含有蛋白質2.9克，脂肪0.2克，碳水化合物3克，粗纖維0.6克，鈣8毫克，磷6.6毫克，鐵1.3毫克，維生素C4毫克，菸鹼酸3.3毫克，此外還有鈉、鉀、錳、銅、鋅、氟、碘、酪氨酸和維生素A、維生素B、維生素D、維生素E、維生素K、5-磷酸腺甙以及多種氨基酸，如蘇氨酸、天冬氨酸、亮氨酸、丙氨酸、羥基賴氨酸等，並含有非特異性植物凝集素等。 